# Xenosaga Episode I: Der Wille zur Macht
Xenosaga Episode I: Der Wille zur Macht (ゼノサーガ エピソードⅠ 力への意志?, Zenosāga: Episōdo Wan: Chikara he no ishi, lett. "Xenosaga: Episodio I: La volontà di potenza") è un videogioco della serie Xenosaga, pubblicato dalla Namco nel 2002 per PlayStation 2. Il titolo è riferito al concetto di Nietzsche per cui l'uomo stesso è la sorgente di tutti i valori e delle virtù.
Il compositore delle musiche è lo stesso di Xenogears, ovvero Yasunori Mitsuda, mentre il design dei personaggi è curato da Kunihiko Tanaka. L'idea originale e lo script sono in particolar modo riconducibili a Tetsuya Takahashi e Soraya Saga.

## Trama
La storia di Xenosaga comincia con la scoperta dello Zohar in Kenya, per poi fare un balzo in avanti nel tempo (anno TC 4767) in cui la capitale dello spazio è Fifth Jerusalem, base della Federazione Galattica (Galaxy Federation). L'umanità fa largo uso della nanotecnologia, specialmente da quando una certa entità chiamata Gnosis cominciò ad attaccare le basi umane. Tutto ciò che si sa è che gli Gnosis sono stati portati nell'universo da Joachim Mizrahi, ma in realtà c'è un enigmatico retroscena in questa vicenda.
Per fermare gli Gnosis la Vector Industries sta cercando di sfruttare la nanotecnologia per sviluppare un androide (dall'aspetto femmineo), nominato KOS-MOS. Shion Uzuki, la protagonista, è una ricercatrice della R&D division (Ricerca e sviluppo, team 1 della Vector) che si occupa di KOS-MOS insieme al suo aiutante Allen a bordo della nave stellare della federazione, Woglinde.
Alcuni termini del mondo di Xenosaga sono dei derivati da parole occidentali: Shion deriva da "Sion", KOS-MOS da cosmo e 'chaos' da caos, il cui nome è sempre scritto in minuscolo per tutto il gioco.

## Xenosaga Episode I Reloaded
Visto il successo di Xenosaga Episode I in Giappone ed America (più di 1 milione di copie vendute), a metà 2003 Namco decise di aumentare l'hype per il venturo Xenosaga Episode II con una versione speciale di Xenosaga Episode I: Xenosaga Episode I Reloaded, appunto. Questa versione contiene voice-acting inglese e alcune caratteristiche speciali come cambi di costume per i personaggi e una specie di modalità teatro, in cui è possibile rivedere tutti i filmati del gioco. Xenosaga Episode I Reloaded non è mai arrivata oltreoceano.

## Xenosaga Freaks
Il 28 aprile 2004 invece Namco ha pubblicato, sempre solo ed esclusivamente in suolo Giapponese, Xenosaga Freaks. Si tratta di una raccolta di filmati dell'episodio I e di informazioni sui termini della serie. Inoltre contiene una versione del gioco Namco Mojipittan, rinominato Xenopittan per l'occasione, e una avventura grafica in stile anime chiamata Xenocomi.
Tra i bonus, è presente anche una demo di Xenosaga Episode II.

## Accoglienza
La rivista Play Generation recensì il gioco dandogli un punteggio di 89/100, trovandolo un insieme tra un'ambiziosa scommessa e l'ultimo grande esponente di un certo modo di fare GdR, vedendo come difetto i seguiti, i quali non furono visti come altrettanto validi. La stessa testata reputò l'epilogo come il quinto finale più "spaccamascella" tra i titoli usciti per PlayStation 2.